# BC Tartu Fausto
Le BC Fausto est un club estonien de basket-ball appartenant à l'EMKL, l'élite du championnat estonien.  Le club est basé dans la ville de Tartu.

## Palmarès
néant

## Entraîneurs successifs
- Depuis 2006 :  Aivo Erkmaa